# TAP Air Portugal
TAP Air Portugal, Transportes Aéreos Portugueses (звичайне скорочення — TAP) — державний флагманський перевізник Португалії та її найбільша авіакомпанія. Основною базою авіакомпанії є лісабонський аеропорт Портела. З 14 березня 2005 р. входить до Star Alliance. Аеропорт Портела є найбільшим європейським хабом, з якого здійснюються рейси в Африку, Північну Америку і Південну Америку, TAP є найбільшим оператором, які здійснюють рейси в Бразилію. Нині[коли?] мережа TAP охоплює 65 аеропортів в 30 країнах. TAP здійснює 1 600 рейсів щодня.

## Історія

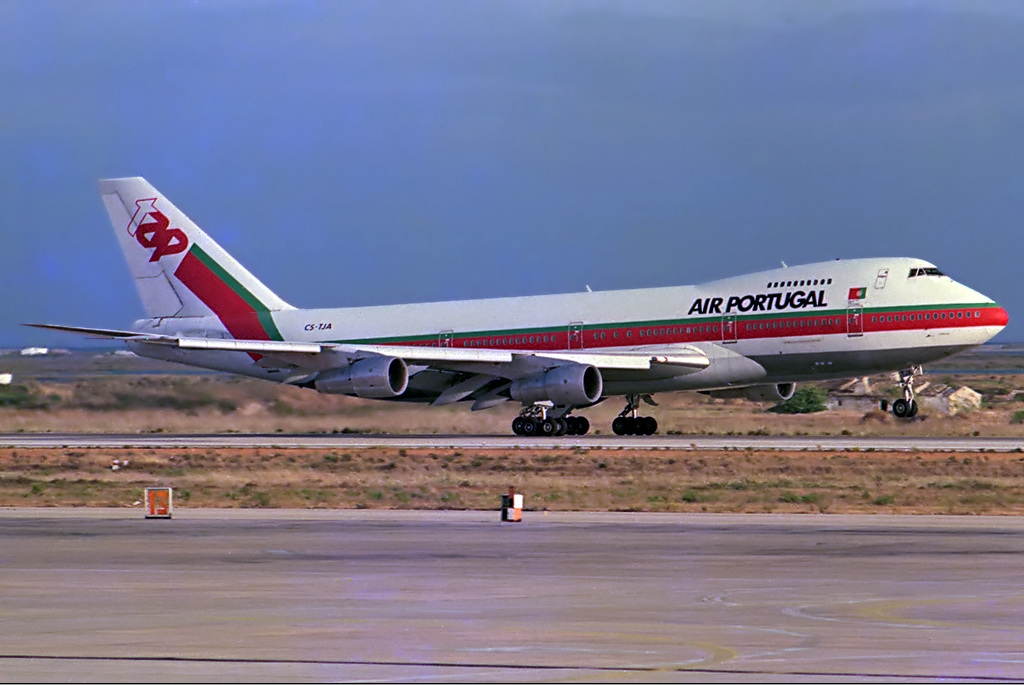
Boeing 747—200 Air Portugal в аеропорту Фару, 1985 рік

Авіакомпанія була створена 14 березня 1945 р., перший комерційний рейс був здійснений 19 вересня 1946 р. з Лісабона в Мадрид на Douglas DC-3 під назвою Transportes Aéreos Portugueses (TAP). 31 грудня 1946 р. був відкритий Linha Aérea Imperial, переліт з 12 проміжними посадками, включаючи Луанду, Ангола і Лоренсу-Маркіш (сьогодні Мапуту), Мозамбік.
У 1947 р. був відкритий внутрішній рейс з Лісабона в Порту, а також рейс з Сан-Томе в Лондон. TAP почав виконувати рейси між Танжером і Касабланкою в 1949 р. У 1953 р. авіакомпанія була приватизована.
TAP перевезла мільйонного пасажира 19 червня 1964 р., через 18 років після початку роботи. У 1969 р. відкрився рейс до Нью-Йорку через острів Санта-Марія. Рейс у Бостон був відкритий у наступному році. У 1975 р. TAP була націоналізована, ставши державною корпорацією (Empresa Pública), назву було змінено на TAP Air Portugal у березні 1979 р.
У 1970-х роках TAP придбала Boeing 747, які замінили Boeing 707, однак вони зрештою були продані у зв'язку з недостатнім попитом. На далекомагістральних маршрутах їх замінили Lockheed L-1011 TriStar і Airbus A310. Наприкінці 1990-х TAP замінив старі Boeing 727 і Boeing 737 на літаки сімейства Airbus — A319, A320 і A321, при цьому флот значно збільшився. TriStar були продані Air Luxor, їх замінили більш комфортні Airbus A340, в результаті чого TAP стала володарем найбільшого флоту, що складається тільки з виробництва літаків Airbus.
У 1989 р. був відкритий рейс у Ньюарк, у 1991 р. — рейси в Берлін. У тому ж 1989 р. TAP стала публічною компанією (Sociedade Anónima). У 1993 р. TAP відкрила сполучення з Тель-Авівом. У 1994 р. TAP підписала код-шерінгову угоду з Delta Air Lines на трансатлантичних рейсах. Цю угоду було припинено у 2005 р.
У 2005 р. TAP Portugal стала 16-м членом Star Alliance. TAP Air Portugal змінила назву на TAP Portugal у лютому 2005 р.
6 листопада 2006 р. TAP Portugal підписала угоду з Espírito Santo International про придбання 99,81 % португальського перевізника Portugália. Portugália вступила в Star Alliance як регіональний член, однак питання об'єднання її діяльності з TAP на цей час[коли?] не визначене.
З 11 лютого 2008 р. TAP почала виконувати 5 разів на тиждень рейси на A330-200 між Лісабоном і Белу-Орізонті.
У 2009 р. відбулася приватизація TAP Portugal і відкриття регулярних рейсів у Москву, Варшаву і Гельсінкі, починаючи з червня 2009 р.
З 2016 року авіакомпанія пропонує пасажирам програму Portugal Stopover.

## Підрозділи

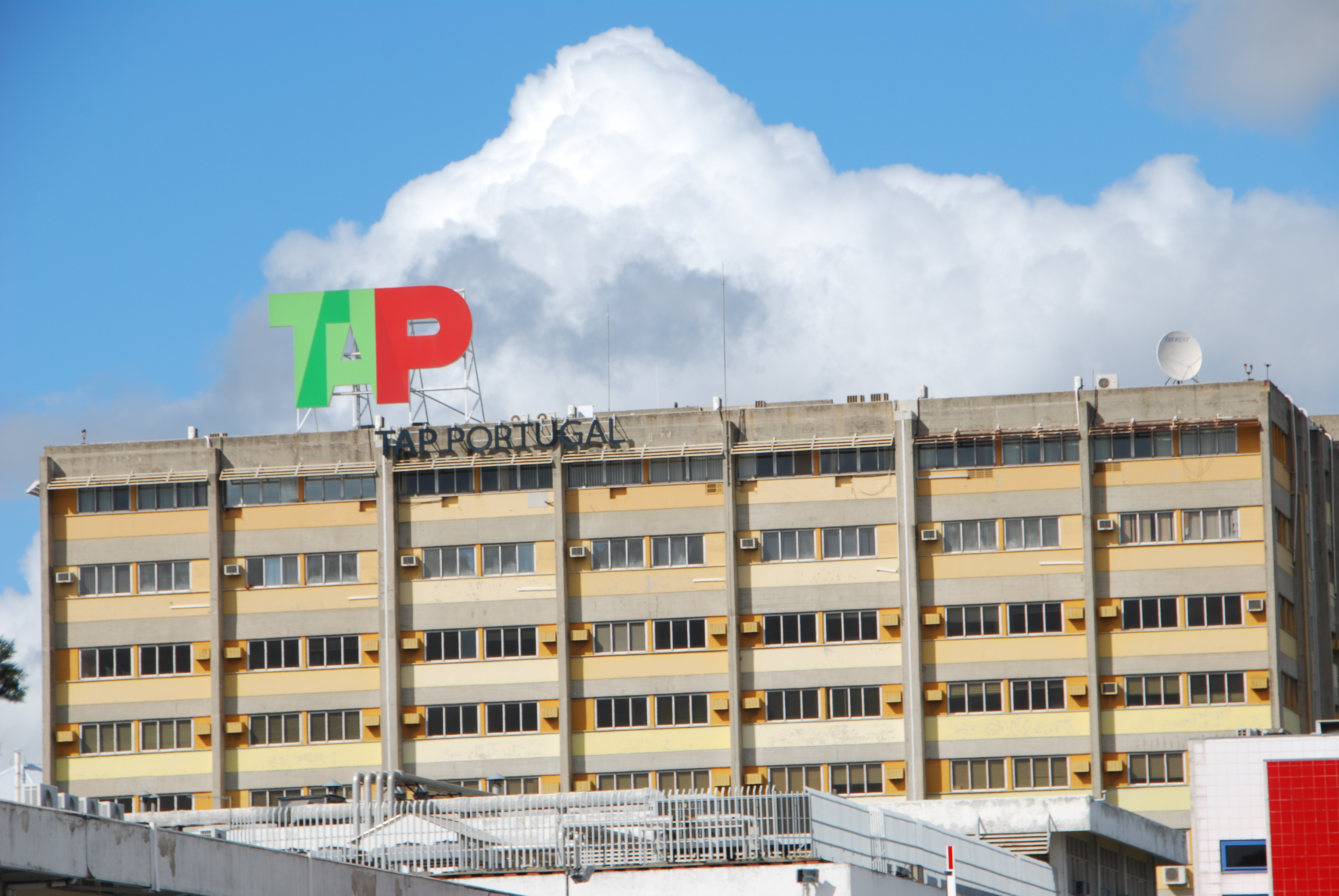
Головний офіс авіакомпанії в Лісабоні

Підрозділи і залежні компанії TAP Portugal:
| - TAP Express (100%) - Groundforce Portugal (49.9%) - TAP Maintenance and Engineering (100%) - TAP Maintenance and Engineering Brasil (90%) - TAP Tours (100%) | - TAP Serviços (100%) - CateringPOR (51%) - Megasis (100%) - UCS (100%) |

## Маршрутна мережа

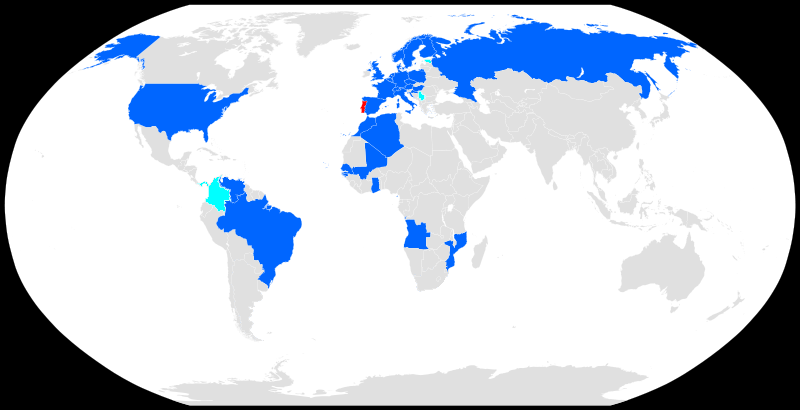
Карта маршрутної мережі TAP Portugal
Португалія
Пункти призначення
Майбутні напрямки

### Кодшерінгові угоди
TAP Portugal має кодшерінгові угоди з авіалініями:
- Aegean Airlines
- Aigle Azur
- airBaltic[5]
- Air Canada
- Air China
- Air India[6]
- Alitalia
- All Nippon Airways
- Austrian Airlines
- Azores Airlines
- Azul Brazilian Airlines
- Beijing Capital Airlines[7]
- Brussels Airlines
- Croatia Airlines
- EgyptAir
- El Al[8]
- Emirates
- Ethiopian Airlines
- Etihad Airways
- Finnair
- Gol Transportes Aéreos
- JetBlue
- LAM Mozambique Airlines
- LOT Polish Airlines
- Lufthansa
- Luxair
- Nordica[9]
- S7 Airlines
- Singapore Airlines
- South African Airways
- Swiss International Air Lines
- Thai Airways
- Turkish Airlines
- Ukraine International Airlines[10][11]
- United Airlines

## TAP Cargo
У TAP Cargo є 4 виключно вантажних маршрути. Крім цього, TAP Cargo використовує всі можливості рейсів TAP Portugal. Вантажні маршрути TAP Cargo:
- Хітроу, Лондон, оператор European Air Transport, Boeing 757
- Франкфурт, Німеччина, оператор MNG Airlines, Airbus A300
- Кельн-Бонн, Німеччина, оператор MNG Airlines, Airbus A300
- Брюссель, Бельгія, оператор Royal Jordanian, Airbus A310

TAP Cargo також є оператором на вантажному нерегулярному рейсі Лісабон-Луанда, використовується літаки Avient Aviation DC-10F, Girjet 747-200F та інші орендовані літаки.

## Флот

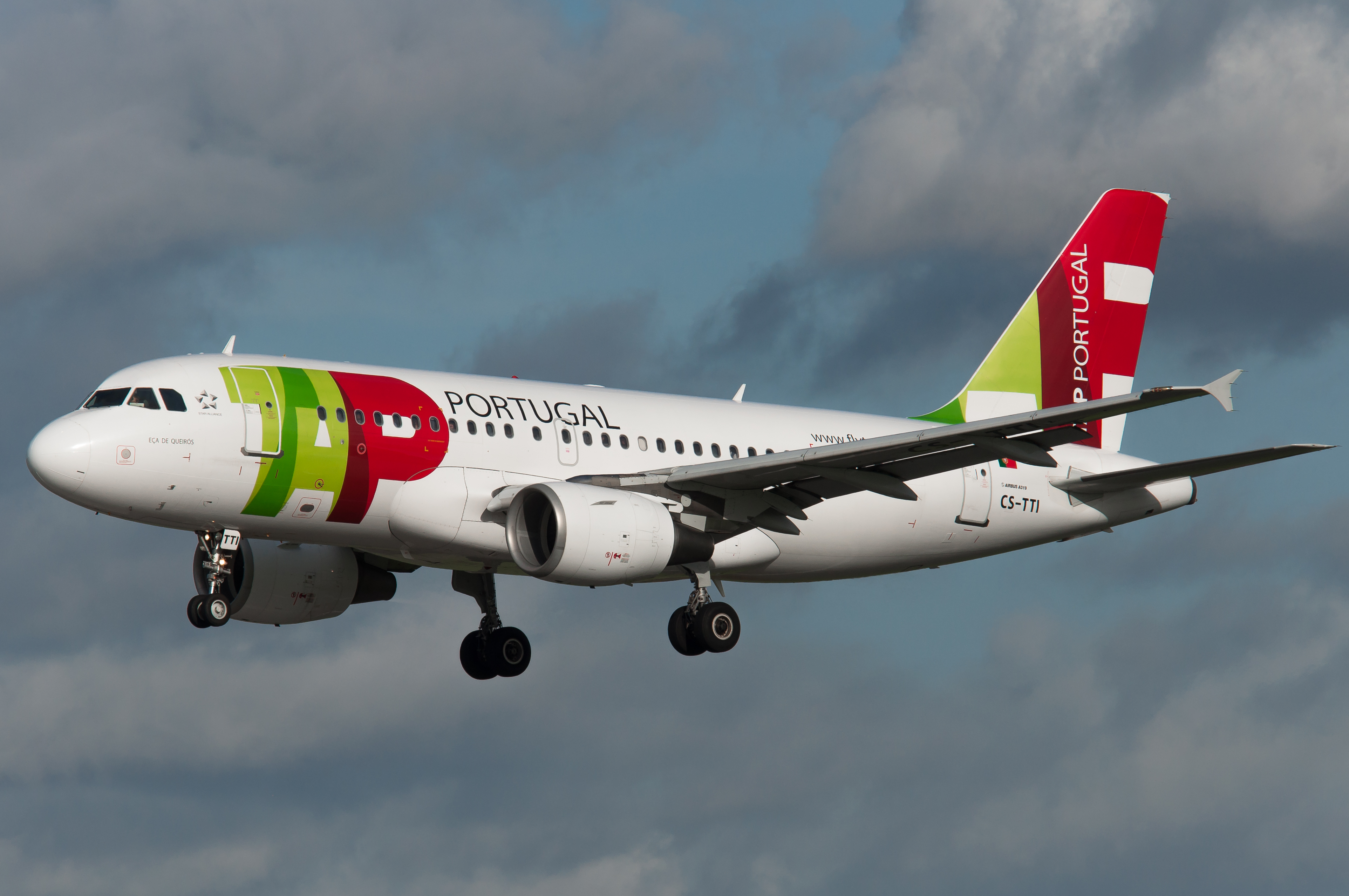
Airbus A319 TAP Portugal здійснює посадку

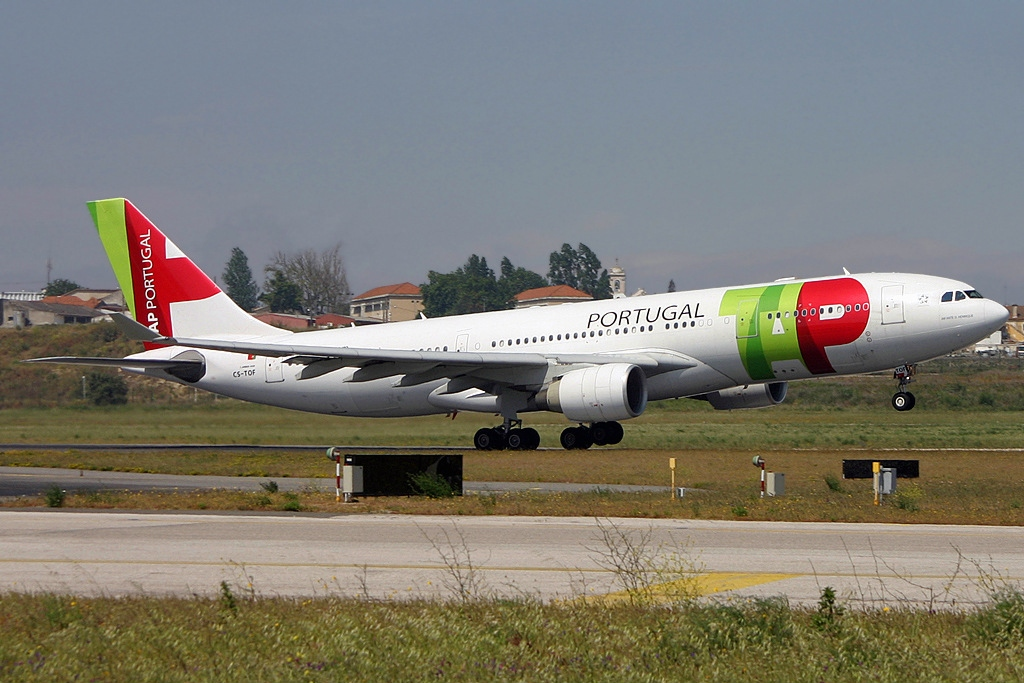
Airbus A330 в аеропорту Лісабона

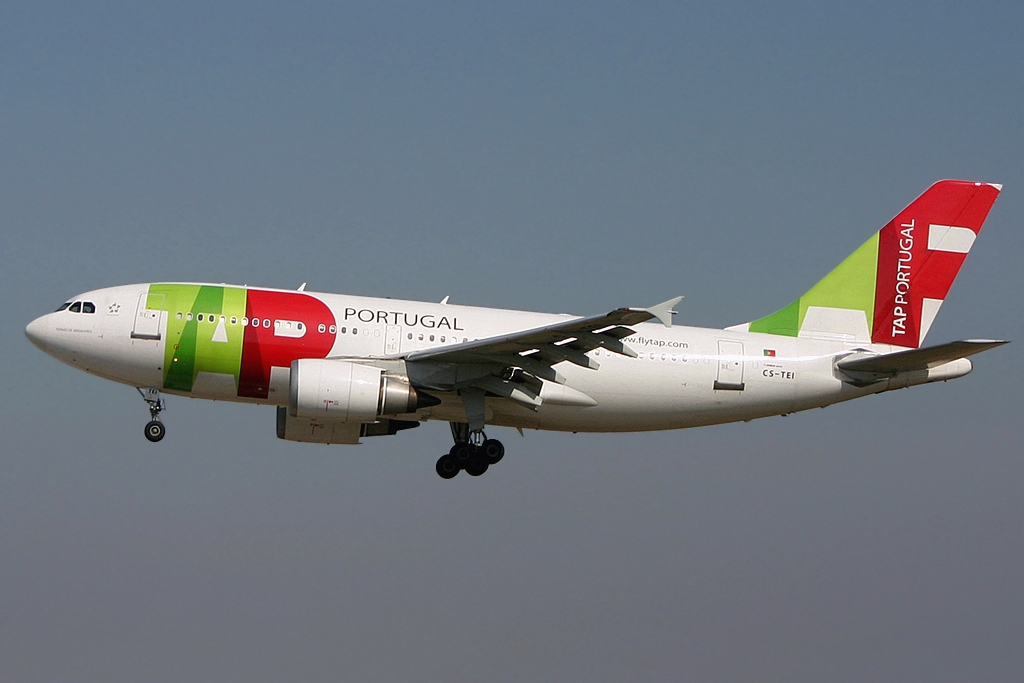
Airbus A310 використовувався TAP Portugal до 2008 року

Флот станом на травень 2022:
| Тип             | В дії | Замовлено | Пасажиромісткість | Пасажиромісткість | Пасажиромісткість | Пасажиромісткість | Примітки |  |
| Тип             | В дії | Замовлено | C                 | Y+                | Y                 | Всього            | Примітки |  |
| --------------- | ----- | --------- | ----------------- | ----------------- | ----------------- | ----------------- | -------- |  |
| Airbus A319-100 | 5     | —         | —                 | —                 | 144               | 144               |          |  |
| Airbus A320-200 | 15    | —         | —                 | —                 | 174               | 174               |          |  |
| Airbus A320neo  | 11    | 4         | —                 | —                 | 174               | 174               | [ 15 ]   |  |
| Airbus A321-200 | 3     | —         | 12                | —                 | 204               | 216               |          |  |
| Airbus A321LR   | 10    | 2         | 16                | 48                | 107               | 171               | [ 16 ]   |  |
| Airbus A321LR   | 10    | 2         | 16                | —                 | 182               | 198               | [ 16 ]   |  |
| Airbus A321neo  | 10    | 2         | 12                | —                 | 204               | 216               | [ 17 ]   |  |
| Airbus A321neo  | 10    | 2         | —                 | —                 | 221               | 221               | [ 17 ]   |  |
| Airbus A330-200 | 3     | —         | 25                | —                 | 244               | 269               |          |  |
| Airbus A330-900 | 19    | 2         | 34                | 96                | 168               | 298               | [ 17 ]   |  |
| Total           | 76    | 10        |                   |                   |                   |                   |          |  |

### Раніше експлуатувалися
Дані типи літаків експлуатувалися TAP Portugal з 1945 року і на цей час[коли?] не використовуються:
| Літак                                | Початок використання | Кінець використання |
| ------------------------------------ | -------------------- | ------------------- |
| Airbus A310-300                      | 1988                 | 2008                |
| Airbus A330-300                      | 2017                 | 2019                |
| Airbus A340-300                      | 1995                 | 2019                |
| Boeing 707-320B                      | 1965                 | 1990                |
| Boeing 727-100                       | 1967                 | 1989                |
| Boeing 727-200                       | 1975                 | 1991                |
| Boeing 737-200                       | 1983                 | 1999                |
| Boeing 737-300                       | 1988                 | 2001                |
| Boeing 747-200                       | 1972                 | 1984                |
| de Havilland Canada DHC-6 Twin Otter | 1979                 | Невідомий           |
| Douglas DC-3                         | 1945                 | 1959                |
| Douglas DC-4                         | 1947                 | 1960                |
| Lockheed L-1011 TriStar              | 1983                 | 1997                |
| Lockheed L-1049 Super Constellation  | 1953                 | 1967                |
| Sud Aviation Caravelle               | 1962                 | 1969                |

## Інциденти та авіакатастрофи
- 19 листопада 1977 р. Boeing 727, рейс 425, здійснюючи посадку в аеропорту Мадейра (Фуншал) в сильний дощ, після приземлення зісковзнув з ВПП на швидкості близько 70 км/год і впав з крутого берега висотою близько 60 м. Лайнер розколовся на дві частини й загорівся. Зі 164 осіб (156 пасажирів і 8 членів екіпажу) 131 загинув (125 пасажирів і 6 членів екіпажу). До теперішнього часу це єдиний інцидент авіакомпанії з людськими жертвами.